# Obaga de la Gargalla

L'Obaga de la Gargalla, respecte del terme d'Abella de la Conca

L'Obaga de la Gargalla és una obaga del terme municipal d'Abella de la Conca, a la comarca del Pallars Jussà, a la vall de Carreu.
Està situada al costat nord de la vall del riu de Carreu, a llevant de les Coberterades, a la dreta del barranc dels Cóms de Carreu, i al sud-oest de la Coma del Pi.
A la part alta d'aquesta obaga hi ha el Pou dels Grallons, prop d'on discorre la Pista de Boumort.

## Etimologia
Indica Joan Coromines que el nom d'aquesta obaga procedeix del nom de l'arbre de la gargalla, de l'ordre de les coníferes, molt abundant en aquest lloc.